# ダニエレ・パトゥッキ
ダニエレ・パトゥッキ（Daniele Patucchi, 1945年 - 2015年7月27日）は、イタリア・ピエモンテ州トリノ出身の作曲家、指揮者、ベーシスト。特に作曲家として有名で、1970年代から1980年代にかけて寡作ながら流麗で美しいメロディの映画音楽を作曲したことで知られる。
日本ではダニエル・パトゥッキと表記されることもあるが、実際の発音はダニエーレ・パトゥッキが最も近い。

## 経歴
1945年にイタリアのピエモンテ州トリノで生まれる。芸術家の家庭に生まれ育ち、幼少のころから音楽教育を受ける。
音楽院を卒業後は主にスタジオ・ミュージシャンのベーシストとして活動し、リズ・オルトラーニ、ブルーノ・ニコライの指揮による映画音楽の演奏に参加した。また、ヘンリー・マンシーニの『ひまわり』（1969年）や、ジェリー・ゴールドスミスの『カサンドラ・クロス』（1976年）といった、ハリウッド映画音楽の大家がイタリア資本の映画に提供した音楽の録音にもベーシストとして参加している。
1970年に作曲活動にも進出。ルイジ・ペトリーニ監督のエロティック映画"Così, così... più forte"（1970年）の映画音楽を作曲する。当時の流行だったスキャットを取り入れた甘く官能的なメロディのボサノバによる音楽は非常に質が高かったが、映画がエロティック作品ということもありなかなか注目を浴びることがなかった。
作曲家デビュー翌年の1971年からは精力的に映画音楽の作曲活動を行う。特にクラウス・キンスキーが主演したマカロニ・ウェスタンの傑作"Black Killer"（1971年）に提供したクールなマカロニ音楽、リュック・メランダ主演によるコメディタッチのマカロニ・ウェスタン『アーメンと呼ばれた男』Così sia（1972年）に提供した美しくコミカルな音楽、フランコ・ネロとアンソニー・クイン共演によるマカロニ・ウェスタン『ロス・アミーゴス』Los amigos（1972年）の哀愁漂う音楽が評判となり、マカロニ黄金時代の血沸き肉躍るアクション音楽とはひと味違った哀愁あるメロディが現在でもマカロニ音楽の愛好家から注目を集めている。
マカロニ以外の映画音楽では、ウンベルト・レンツィ監督による食人族もの『怪奇！魔境の裸族』Il paese del sesso selvaggio（1972年）に提供したボサノバ調の甘いメロディによる音楽、ジャン＝ピエール・メルヴィル監督の『いぬ』Le doulos（1962年）やイヴ・ボワッセ監督の『汚れた刑事（でか）』Un condé（1970年）などの原作者として知られるピエール・ヴィアル＝ルズーの小説をモーリス・ロネ主演で映画化したフィルム・ノワール映画『暗黒街の仁義』Sans sommation（1972年）に提供した哀愁漂う美しい音楽、イタリアの作家レロス・ピットーニが自身の恋愛小説をファビオ・テスティ主演で映画化した"Un amore così fragile, così violento"（1973年）に提供したメロドラマ風の甘く切ない音楽、フランコ・ブルザーティ監督によるコメディ映画の名作としてベルリン国際映画祭の銀熊賞に輝いた『パンとチョコレート』Pane e cioccolata（1974年）に提供したロマンティックな音楽などが挙げられる。マルク・ポレル主演のコメディ映画"Virilità"（1973年）の主題歌としてロザンナ・フラテッロが歌った哀愁にみちた主題歌「真実」"La verità" も印象深い。
パスクァーレ・フェスタ・カンパニーレ監督によるコメディ映画『愛する妻よ』Cara sposa（1977年）ではステルヴィオ・チプリアーニと共同で音楽を担当し、パトゥッキは先輩チプリアーニの曲と比較しても聴き劣りしない非常に美しいメロディを提供している。
中でもパトゥッキの最高傑作と言えるのは、イタリアの名優エンリコ・マリア・サレルノがイタリアの作家ジョルジョ・サヴィアーネの恋愛小説をオルネラ・ムーティ主演で映画化した"Eutanasia di un amore"（1978年）の映画音楽である。この映画にパトゥッキが提供した華麗な音楽は、エンニオ・モリコーネやジョルジュ・ドルリューの代表作と比較しても遜色のない美しさであった。
"Eutanasia di un amore"と並ぶパトゥッキの代表作は、『シャーク！』Uomini e squali（1976年）の映画音楽である。この映画は海洋ドキュメンタリー映画でありながら鮫がダイバーの足を食いちぎるショック・シーンで話題を呼んだ作品で、いわゆるモンド映画に分類される。モンド映画ではグァルティエロ・ヤコペッティ作品におけるリズ・オルトラーニの音楽に代表されるように、ショッキングな映像を売り物にしながら背景に流麗な美しさの音楽を流すことが定番となっている。パトゥッキによる『シャーク！』の音楽もその慣習を守り、オルトラーニやエンニオ・モリコーネを思わせるロマンティックな美しさの音楽である。なお、この『シャーク！』は本来、イタリアのテレビ番組として放送された海洋ドキュメンタリー"Uomini del mare"（1972年）を劇場公開用に再編集した作品であり、話題となった鮫がダイバーの足を食いちぎるシーンは劇場用に新たに追加撮影された。パトゥッキの音楽も"Uomini del mare"で使用した楽曲をそのまま再利用しており、テレビ版のサウンドトラック盤アルバムは"Men of the Sea"というタイトルで1973年にCAMレコードから発売され、『シャーク！』の公開後に改めて"Uomini e squali"というタイトルで、収録曲を若干変更して再発売されたという複雑な経緯をたどっている。
映画音楽の作曲家として活動しながら、スタジオ・ミュージシャンのベーシストとしてイタリアン・ポップスのレコード録音にも参加している。イタリアのシンガーソングライター、ファブリツィオ・デ・アンドレが1973年に発表したアルバム"Storia di un impiegato"には、ベース・ギター奏者としてパトゥッキの名前が記載されている。また、イタリアのシンガーソングライター、マッシモ・ビッツァッリの共同作曲者としても知られる。
同時期にはムード音楽の編曲家兼指揮者としても活動し、1977年にはジェリー・ゴールドスミスの映画音楽『キングコング』（1976年）をディスコ音楽にアレンジしたシングル盤を発売している。また、同じ1977年にはブラジル音楽をムード音楽風にアレンジして演奏したアルバム"Brasil meu amor" を発表して、アレンジャーとしての才能を発揮している。
1980年代になるとジャズ・フュージョンを取り入れた映画音楽が主流となり、どの作品も質の高い楽曲に仕上げてるが、39歳の時に作曲した『猛獣大脱走』 Wild beasts: Belve feroci（1984年）を最後に映画音楽の作曲活動は途絶えた。
2015年7月27日、死去。

## 主な作品
- "Così, così... più forte" (1970)
- 美女なで切り／好色性豪伝 La più allegra storia del Decamerone (1971)
- "Black Killer" (1971)
- "Il sorriso del ragno" (1971)
- "La casa delle mele mature" (1971)
- アーメンと呼ばれた男 Così sia (1972)
- 暗黒街の仁義 Sans sommation (1972)

監督：ブリュノ・ガンティヨン　原作：ピエール・ヴィアル＝ルズー　出演：モーリス・ロネ、ブリュノ・クレメール
- 怪奇！魔境の裸族 Il paese del sesso selvaggio (1972)
- フランケンシュタイン 80 Frankenstein '80 (1972)
- ロス・アミーゴス Los amigos (1972)
- "Le ultime ore di una vergine" (1972)
- "Lo ammazzò come un cane... ma lui rideva ancora" (1972)
- "Uomini del mare" (1972)
- "La muerte incierta" (1973)
- "Un amore così fragile, così violento" (1973)
- "Virilità" (1973)
- パンとチョコレート Pane e cioccolata (1974)

監督：フランコ・ブルザーティ　出演：ニーノ・マンフレディ、ジョニー・ドレッリ、アンナ・カリーナ
- "Il lumacone" (1974)
- "Sei una carogna... e t'ammazzo!" (1974)
- "Alla scoperta del mare" (1975)
- "I baroni" (1975)
- コリンヌ・クレリー／濡れたダイヤ ...e tanta paura (1976)
- シャーク！ Uomini e squali (1976)

※テレビ番組"Uomini del mare"（1972年）を劇場用に再編集した映画で、音楽も再利用している。
- 愛する妻よ Cara sposa (1977)

監督パスクァーレ・フェスタ・カンパニーレ　出演：ジョニー・ドレッリ、アゴスティーナ・ベッリ
※ステルヴィオ・チプリアーニとの共同での作曲。
- "Un giorno alla fine di ottobre" (1977)
- "Eutanasia di un amore" (1978)

監督：エンリコ・マリア・サレルノ　原作：ジョルジョ・サヴィアーネ　出演：オルネラ・ムーティ、トニー・ムザンテ
- ウイニングラン Turbo time (1983)
- 近未来戦争／オメガ帝国の崩壊 I predatori dell'anno omega (1983)
- グレートハンティング'84 Dimensione violenza (1983)
- 残酷を超えた驚愕ドキュメント・カランバ Dolce e selvaggio (1983)
- 猛獣大脱走 Wild beasts: Belve feroci (1984)